# گیاه‌پارچ منقرض
گیاه‌پارچ منقرض (نام علمی: Nepenthes extincta)، یک گونه از سرده گیاه‌پارچ‌ها و بومی فیلیپین است. این گونه فقط در سوریگائو جنوبی، میندانائو، که در ارتفاع ۴۰۰ متری ثبت شده شناخته شده است..
گیاه‌پارچ منقرض متعلق به گروه غیررسمی گیاه‌پارچ باله‌دار است که شامل، گیاه‌پارچ باله‌دار، گیاه‌پارچ سسیلیا، گیاه‌پارچ گل‌قلمی، گیاه‌پارچ سارانگانی، گیاه‌پارچ کاپلاندی، گیاه‌پارچ فرا، گیاه‌پارچ همیگویتان، گیاه‌پارچ کیتانگلاد، گیاه‌پارچ راموس، گیاه‌پارچ لیته، گیاه‌پارچ نگروس و گیاه‌پارچ میندانائو می‌شود.
این گونه‌ها توسط تعدادی از خصوصیات ریخت‌شناسی، از جمله دمبرگ‌های بالدار، کلاهک‌هایی با برآمدگی‌های پایه در سطح پایین (اغلب به صورت ضمیمه) و پارچ‌های بالایی که معمولاً وسیع‌ترین نزدیک به پایه هستند، متحد می‌شوند.
نام منقرض برای نشان دادن این موضوع انتخاب شد که این گونه ممکن است قبلاً در طبیعت منقرض شده باشد. گیاه‌پارچ منقرض از یک نمونه هرباریوم منفرد که در سال ۱۹۷۸ جمع‌آوری شده، شناخته شده است. پیشنهاد شده است که تنها نمونه شناخته شده گیاه‌پارچ منقرض ممکن است یک دورگه طبیعی بین گیاه‌پارچ مریلیانا و گیاه‌پارچ میندانائو باشد، زیرا هر دوی این گونه‌ها در نزدیکی محل نوع گیاه‌پارچ منقرض رشد می‌کنند و بسیاری از ویژگی‌های ریخت‌شناسی را با آن به اشتراک می‌گذارند.